# Joaquim de Santa Rita Botelho
Joaquim de Santa Rita Botelho, O.F.M. (Pangim, 30 de outubro de 1781 — Betim, 8 de fevereiro de 1859) foi um bispo luso-indiano. Foi bispo eleito de Malaca, em 1820, bispo de Cochim, administrador apostólico da Arquidiocese de Goa e foi membro do 18.º Conselho de Governo da Índia Portuguesa.